# Slowhand
Slowhand è il quinto album in studio da solista del musicista rock-blues britannico Eric Clapton, pubblicato nel 1977. È il suo album di maggior successo e deve il suo titolo al soprannome di Eric Clapton, "Slowhand", ovvero "mano lenta", erroneamente attribuito al suo modo di suonare la chitarra ma in realtà riferito alla sua lentezza nel cambiare le corde della chitarra. L'album è stato inserito nel 2003 nella posizione 325 nella lista dei 500 migliori album secondo la rivista Rolling Stone.

## Il disco
L'album, composto da 9 tracce (di cui 5 firmate dallo stesso Clapton), inizia con la cover Cocaine composta da J.J. Cale; la canzone, basata su un riff di chitarra ottimamente impreziosito da sovraincisioni, presenta due assoli: uno centrale dopo la prima sequenza strofa-ritornello, l'altro finale in sfumando. Segue la ballad Wonderful Tonight, dedicata alla compagna dell'epoca Pattie Boyd, basato su una sequenza di note che prima discende lentamente, per poi risalire rapidamente, trovando la sua risoluzione sulla nota iniziale, con la voce di Clapton dolcemente sussurrata e rinforzata nel ritornello da una femminile. Il pezzo country-rock Lay Down Sally si basa su un trascinante riff che si ripete sia sulla strofa sia (con una leggera variante) sul ritornello, ed è inframezzato da un assolo. Nel quarto pezzo Next Time You See Her è presente l'organetto che contribuisce insieme agli interventi chitarristici di Clapton ad accentuare l'aria spigliata del brano, basato su una successione di triadi tonali. Segue la dolce ballata We're All the Way (originariamente scritta da Don Williams) e, come per contrasto, l'energica cavalcata di The Core, cantata in duetto con Marcy Levy e che si chiude con un duetto tra chitarra e sax. Le due canzoni seguenti, May You Never e Mean Old Frisco, sono due ordinarie cover, originariamente composte da John Martyn e Arthur Crudup. A chiudere c'è poi il pezzo strumentale Peaches and Diesel, in cui figura pure una ripresa del tema "sospeso" di Wonderful Tonight.

### Titolo e copertina
Il titolo del disco si riferisce al soprannome di Clapton, che gli era stato dato da Giorgio Gomelsky all'epoca degli Yardbirds. Nella sua autobiografia del 2007, Eric Clapton ricordò che "Slowhand" sembrò rimanere appiccicato al suo vero nome, perché tale soprannome veniva ampiamente utilizzato sia dai suoi amici statunitensi sia dai fan in generale e dalla stampa musicale. La grafica dell'album venne curata dallo stesso Clapton con l'aiuto di Pattie Boyd e Dave Stewart, e venne accreditata da "El & Nell Ink". Oltre a scegliere varie foto per l'interno, Clapton disse che nello specifico due fotografie inserite hanno una particolare rilevanza per lui: una foto, nella quale bacia la Boyd, e un'altra dove si vede una Ferrari 365 GT4 BB demolita, che Clapton aveva comprato dopo che George Harrison si era presentato a casa sua a Hurtwood Edge con lo stesso modello di auto. La macchina, con la quale Clapton era rimasto coinvolto in un incidente verso la fine del tour in Australia, lo aveva quasi ucciso.

## Pubblicazione ed accoglienza
| Recensione                        | Giudizio |
| --------------------------------- | -------- |
| AllMusic                          | [ 3 ]    |
| The Encyclopedia of Popular Music | [ 4 ]    |
| The Rolling Stone Album Guide     | [ 5 ]    |
| Music Story                       | [ 6 ]    |

Slowhand venne pubblicato il 25 novembre 1977 dalla RSO Records. In una recensione contemporanea dell'album per Rolling Stone, John Swenson trovò il modo di suonare di Clapton "più sottile" rispetto al passato, ma gradì la sobrietà e l'introspezione psicologica dei brani, specialmente riguardo a Next Time You See Her. Robert Christgau si dimostrò meno entusiasta, lamentando come la maggior parte dei migliori assolo di chitarra sul disco fossero opera di George Terry e non di Clapton, e come egli sembrasse "regredito" come cantante, Christgau concluse la sua recensione scrivendo: "sembra che abbia rovinato la sua voce. Facendo cosa, mi chiedo."
In una recensione retrospettiva apparsa sul sito internet AllMusic, Stephen Thomas Erlewine scrisse che il tono confidenziale, virtuosistico dello stile della band, unito alla qualità e diversificazione delle composizioni, rendeva Slowhand (insieme a 461 Ocean Boulevard) uno dei migliori lavori dell'Eric Clapton solista". Dave DiMartino di Yahoo! Music lodò in particolare il primo terzetto di canzoni presenti sull'album: Cocaine, Wonderful Tonight e Lay Down Sally, definendo le tracce "musica raffinata".

### Censura in Argentina
La traccia Cocaine fu censurata e tolta dall'album nelle versioni del disco distribuite in Argentina alla fine del 1977. La giunta militare all'epoca al governo dichiarò che la canzone incisa da Clapton era dannosa per i giovani in quanto incitamento ad assumere droghe e sballarsi. La messa al bando venne ritirata solo nel 1984. Clapton disse in seguito che era inutile scrivere intenzionalmente una canzone anti-droga come Cocaine e sperare che le persone ne capiscano il significato. In aggiunta, Clapton donò gran parte dei ricavi dell'album al centro di disintossicazione Crossroads Centre, che aiuta i ragazzi tossicodipendenti a liberarsi dalle droghe.

## Tracce
Lato A
1. Cocaine - 3:38 - (JJ. Cale)
2. Wonderful Tonight - 3:41 - (Clapton)
3. Lay Down Sally - 3:53 - (Clapton/Levy/Terry)
4. Next Time You See Her - 3:59 - (Clapton)
5. We're All the Way - 2:30 - (Williams)

Lato B
1. The Core - 8:41 - (Clapton/Levy)
2. May You Never - 2:58 - (Martyn)
3. Mean Old Frisco - 4:37 - (Crudup)
4. Peaches and Diesel - 4:46 - (Clapton/Galuten)

## Formazione
- Eric Clapton - voce, chitarra
- Carl Radle - basso
- George Terry - chitarra
- Jamie Oldaker - batteria, percussioni
- Dick Sims - tastiera
- Mel Collins - sax
- Marcy Levy - cori in The Core e Lay Down Sally